# Messier 50
Messier 50 (M50 ili NGC 2323) je otvoreni skup u zviježđu Jednorogu. Skup je prvi otkrio Giovanni Domenico Cassini 1711. godine ali njegovo je otkriće palo u zaborav. Skup je samostalno ponovno otkrio Charles Messier 1772. godine.

## Svojstva
M50 se vjerojatno nalazi na udaljenosti od 3200 svjetlosnih godina. Njegove kutne dimenzije od 15 x 10 lučnih minuta odgovaraju linearnim dimenzijama od 20 x 15 svjetlosnih godina. Središnji dio gusto popunjen zvijezdama proteže se oko 10 svjetlosnih godina. Populacija ovog skupa procijenjena je na oko 200 zvijezda. Najsjajnija od tih zvijezda je spektralne klase B6 i magnitude + 7.8.

## Amaterska promatranja
M50 je nešto manjih dimenzija pa je za njegovo promatranje preporučljivo koristiti dvogled s povećanje od 15 do 20 puta ili manji teleskop. Teleskop od 200 mm pokazat će stotinjak zvijezda magnituda od 8 do 12. Središnji dio, jezgra skupa, peterokutastog je oblika vrha okrenutog prema jugu. Malo iznad vrha peterokuta nalazi se šupljina u skupu. Skup je bogat zvijezdama, ali se ne razlikuje mnogo od pozadinskih zvijezda Mliječne staze.

## Vanjske poveznice
- SEDS: NGC 2323
- Skica[neaktivna poveznica]